# Mia Boissevain
Maria (Mia) Boissevain (Ámsterdam, 8 de febrero de 1878–Londres, 8 de marzo de 1959) fue una malacóloga y feminista holandesa.

## Biografía
Fue la menor de nueve hijos. Su padre era un armador de una rica familia de comerciantes hugonotes y su madre era hija de un abogado.
Asistió a una escuela secundaria para niñas. Después de graduarse, asistió a una conferencia sobre botánica impartida por Hugo de Vries, que despertó su interés por el tema. En 1896, comenzó a estudiar ciencias naturales en la Universidad de Ámsterdam donde se especializó en zoología. Tras licenciarse, se trasladó a Zúrich para seguir investigando sobre las especies de Dentalium y, a los 25 años, obtuvo el título de doctora. Posteriormente, regresó a los Países Bajos, donde se convirtió en conservadora de Artis, un zoológico holandés y  una asociación holandesa de zoología. Permanecerá activa como investigadora hasta 1915, aunqueue después siguió conservando su interés por la zoología. Cuatro taxones de moluscos llevan su nombre: las especies Cadulus boissevaini, Antalis boissevainae, Fustiaria Mariae y el género Boissevainia.

## Derechos de las mujeres

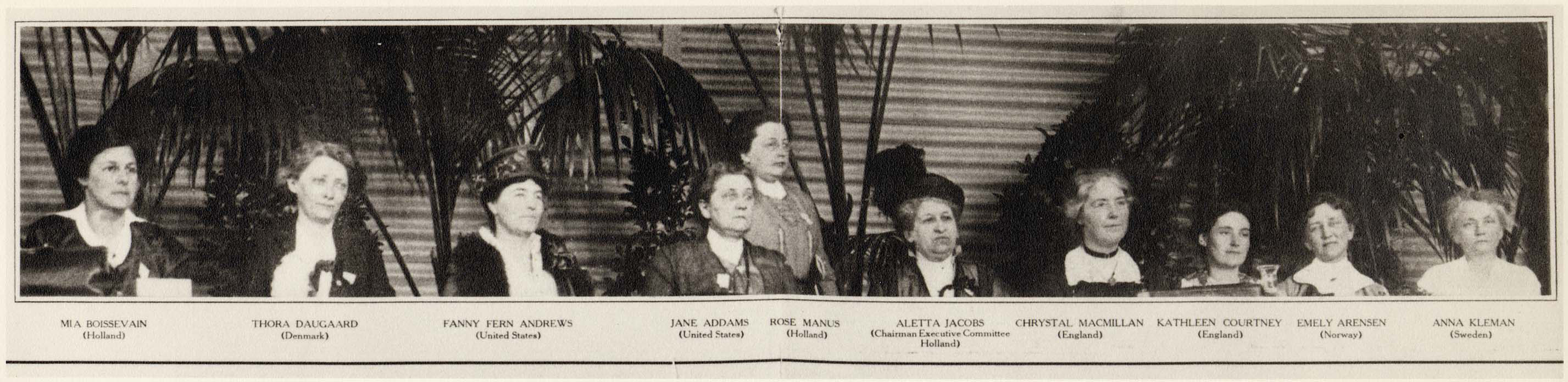
Congreso Internacional de Mujeres en La Haya en 1915: Mia Boissevain, Thora Daugaard, Fanny Fern Andrews, Jane Addams, Rosa Manus, Aletta Jacobs, Chrystal Macmillan, Kathleen Courtney, Emely Arensen y Anna Kleman.

Durante su estancia en Zúrich, se encontró con estudiantes internacionales interesados en los derechos de la mujer. Cuando regresó a los Países Bajos, visitó a Aletta Jacobs para hablar sobre el movimiento por los derechos de las mujeres holandesas. En 1908, Jacobs le pidió a Boissevain que colaborará en la preparación del tercer Congreso Internacional de Mujeres en Ámsterdam. Allí conoció a otras destacadas feministas y se involucró más en el movimiento de la mujer. Junto con Rosa Manus, con quien había ido a la escuela, fundó una comisión de propaganda dentro del Vereeniging voor Vrouwenkiesrecht y fue su presidente hasta 1912. Ese mismo año, Manus y ella propusieron una exposición que destacara las circunstancias de las mujeres entre 1813 y 1913, inspirada en las exposiciones celebradas con motivo del centenario de la independencia de los franceses. Escribió el catálogo de la exposición De Vrouw 1813–1913, que tuvo éxito. Durante la Primera Guerra Mundial, ayudó a las familias de los soldados movilizados y a los refugiados flamencos. En 1915, fue una de las organizadoras del Congreso Internacional de Mujeres en La Haya. En el mismo año, también escribió un libro sobre su vida titulado Een Amsterdamsche familie, que se publicó en 1967.
Después de 1915, se trasladó a Gran Bretaña y adoptó a dos niñas inglesas. Vivió en Suiza con sus dos hijas entre 1925 y 1928, luego se mudó a los Países Bajos y vivió en Londres desde 1930 hasta su muerte en 1959. Está enterrada en Ámsterdam.